# Championnat de France de rallycross 2022
Navigation
2021 2023
Le championnat de France de rallycross 2022 est la 44e édition du championnat de France de rallycross. Il comporte huit épreuves, avec un retour à Lohéac.
À l'issue de la saison, Samuel Peu (Peugeot 208 I RX) remporte son quatrième titre en Supercar avec 243 points, devançant Damien Meunier, derrière avec 215 points et Romuald Delaunay, troisième avec 195 points.
En Super 1600, Anthony Paillardon est sacré champion avec 251 points sur une Audi A1 I, devant Jimmy Terpereau (245 points) et David Bouet (176 points).
Nicolas Beauclé gagne la Division 3 avec 269 points sur une Mercedes-Benz Classe A (Type 176), devant Anthony Pelfrène (252 points) et Cyril Coué (174 points).

En Division 4, Jean-François Blaise (Renault Clio IV) remporte la catégorie avec 263 points, devançant Tony Bardeau (202 points) et Jean-Mickael Guerin (185 points).

Champions 2022
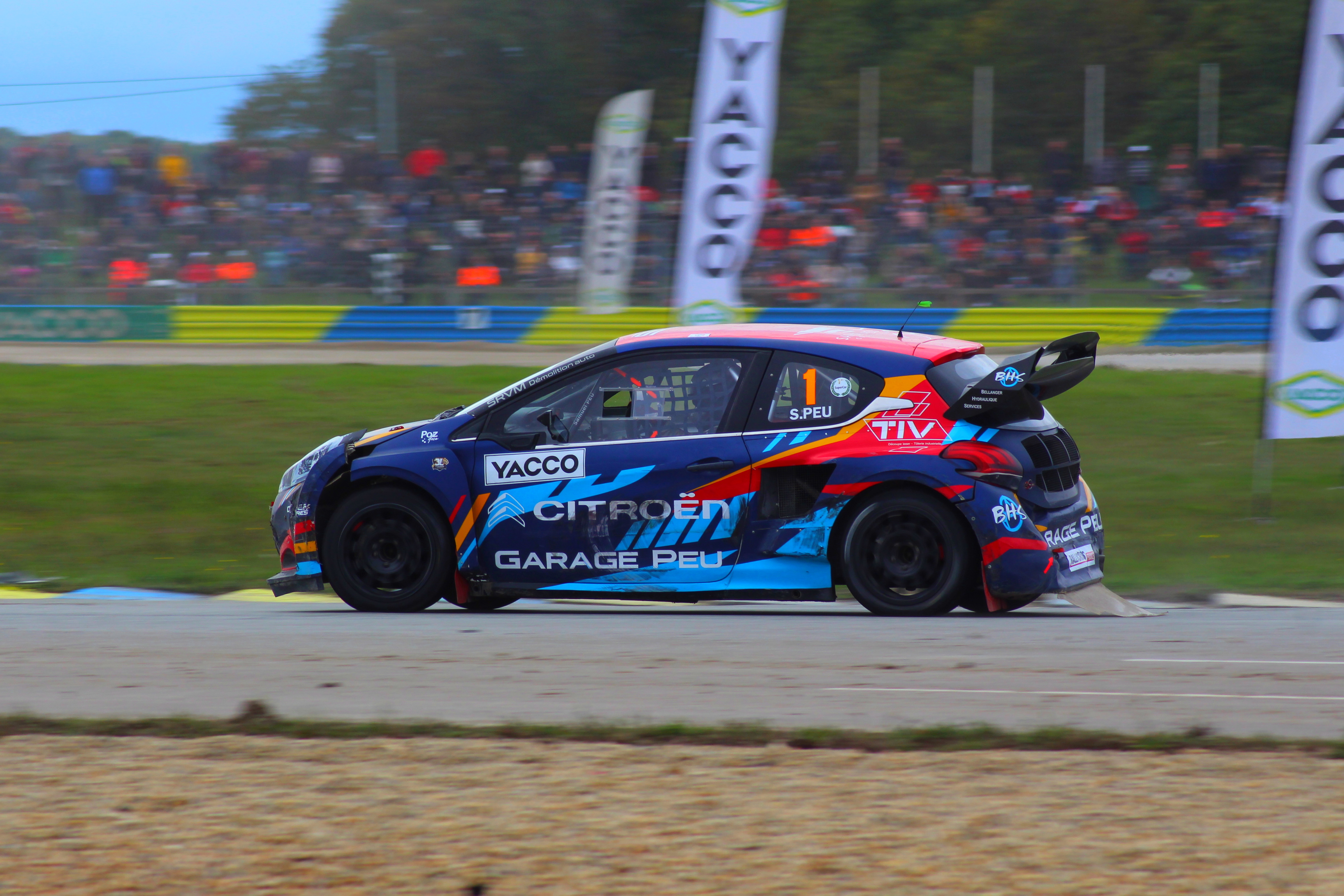
Samuel Peu, vainqueur en Supercar (Peugeot 208 I RX).
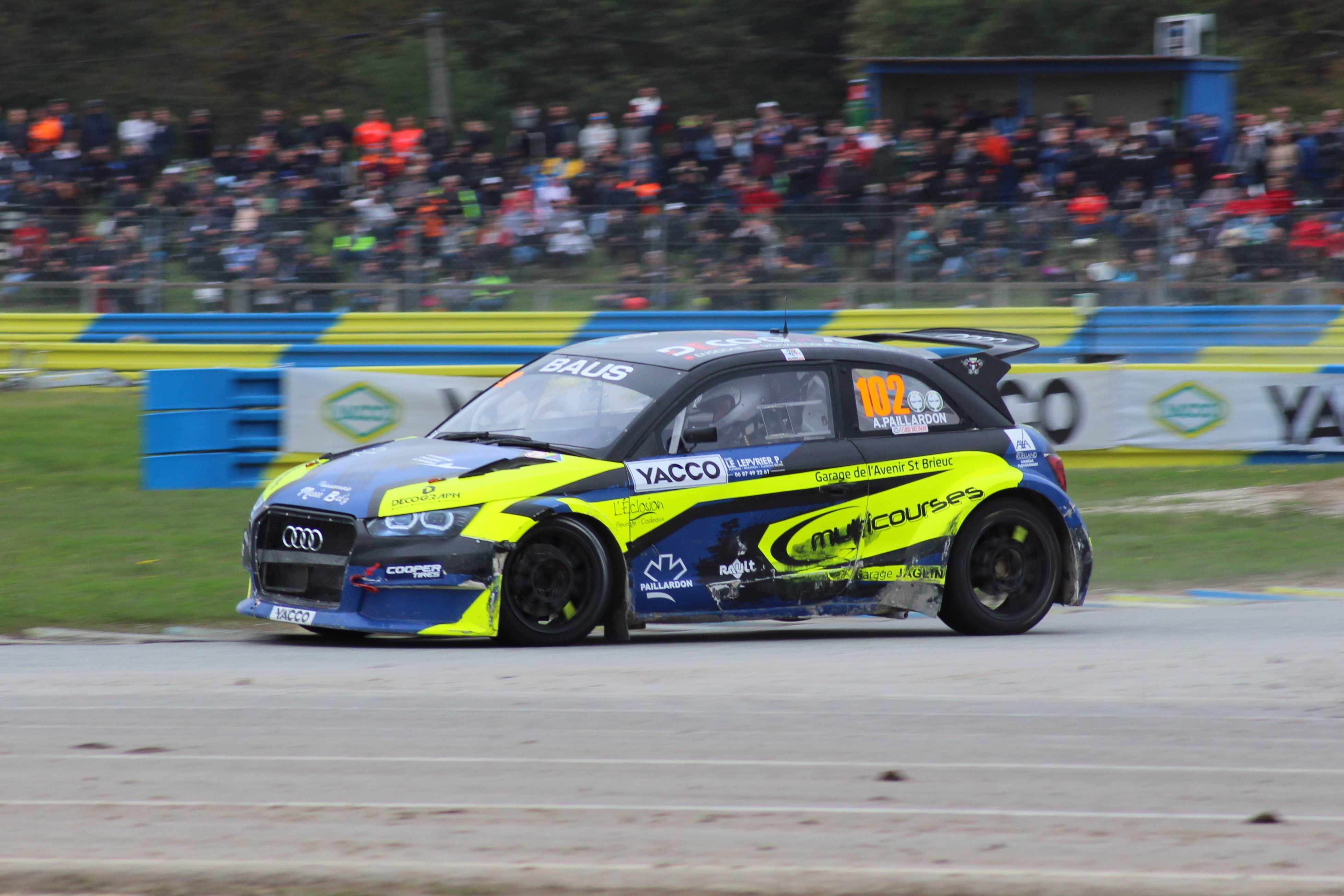
Anthony Paillardon, vainqueur en Super 1600 (Audi A1 I).
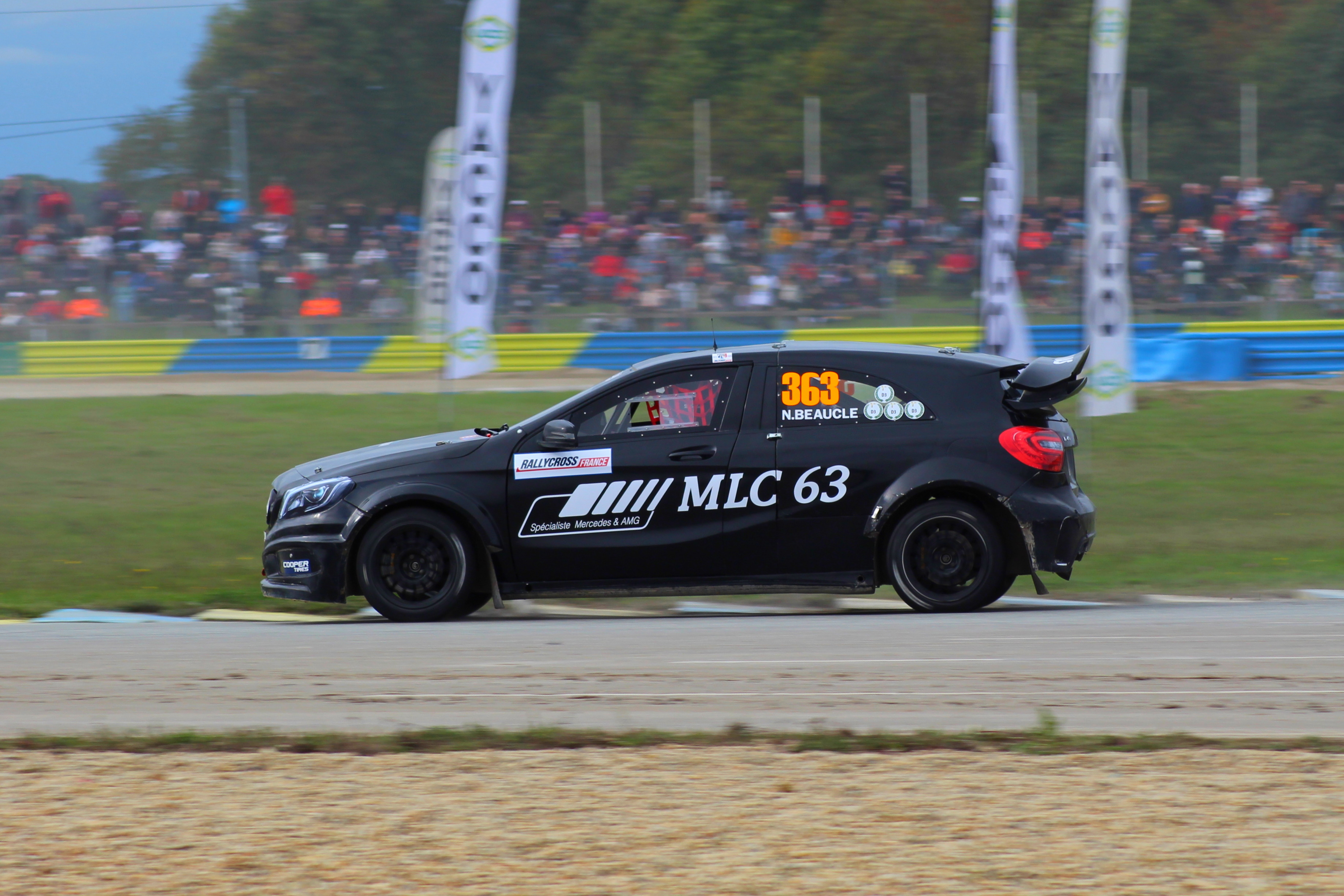
Nicolas Beauclé, vainqueur en Division 3 (Mercedes-Benz Classe A Type 176).
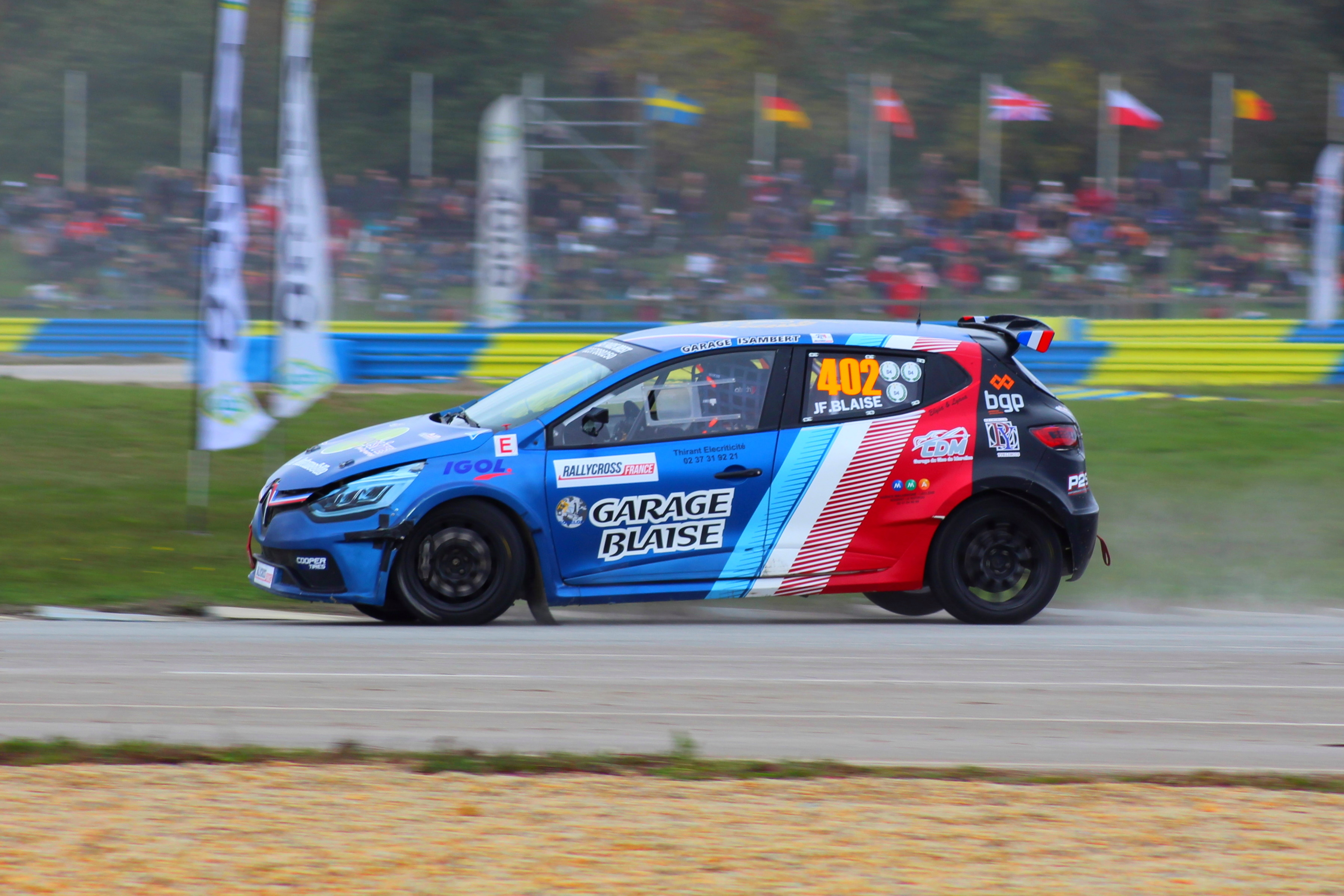
Jean-François Blaise, vainqueur en Division 4 (Renault Clio IV).

## Repères en début de saison

### Supercar

#### Pilotes et voitures
Pour la saison 2022, 50 pilotes sont engagés en catégorie Supercar :
| Numéro | Pilote                | Voiture                       |
| ------ | --------------------- | ----------------------------- |
| 1      | Samuel Peu            | Peugeot 208 I WRX             |
| 2      | Romuald Delaunay      | Citroën DS3 WRX               |
| 4      | Emanuel Anne          | Peugeot 208 I WRX             |
| 11     | Jean-Michel Mure      | Renault Clio III              |
| 12     | David Fèvre           | Peugeot 208 I WRX             |
| 13     | Andreas Bakkerud      | Audi S1                       |
| 15     | Emmanuel Moinel       | Peugeot 208 I WRX             |
| 16     | Julien Fébreau        | Peugeot 208 I WRX             |
| 17     | Anthony Pelfrène      | Peugeot 208 I WRX             |
| 18     | Stéphane De Ganay     | Citroën DS3 WRX               |
| 19     | Pascal Lambec         | Peugeot 208 I WRX             |
| 20     | Mattéo Hamon          | Peugeot 208 I WRX             |
| 21     | Damien Meunier        | Volkswagen Polo V             |
| 22     | Ollie O'Donovan       | Ford Fiesta WRX               |
| 23     | Steve Hill            | Mitsubishi Lancer Evolution X |
| 24     | Patrick O'Donovan     | Ford Fiesta WRX               |
| 25     | Julian Godfrey        | Ford Fiesta WRX               |
| 26     | Mickael Sellar        | Citroën DS3 WRX               |
| 27     | Arthur Le Boudouil    | Citroën DS3 WRX               |
| 28     | Fabien Chanoine       | Renault Clio IV RX            |
| 29     | Dylan Dufas           | Peugeot 208 I WRX             |
| 30     | Derek Tohill          | Ford Fiesta WRX               |
| 31     | Dom Flitney           | Volvo C30                     |
| 32     | Roger Thomas          | Ford Fiesta WRX               |
| 33     | Julien Berna          | Peugeot 208 I WRX             |
| 34     | Tristan Ovenden       | Citroën DS3 WRX               |
| 39     | Florent Beduneau      | Peugeot 208 I WRX             |
| 43     | Laurent Terroitin     | Citroën DS3 WRX               |
| 44     | Erwan Chapalin        | Peugeot 208 I WRX             |
| 46     | David Vincent         | Peugeot 208 I WRX             |
| 51     | Yannick Couillet      | Peugeot 207 RX                |
| 53     | Kévin Jacquinet       | Ford Fiesta MkVII Rallycross  |
| 55     | David Olivier         | Peugeot 207 RX                |
| 63     | Philippe Maloigne     | Renault Clio IV RS RX         |
| 68     | David Meslier         | Citroën DS3 WRX               |
| 71     | Rodolphe Audran       | Peugeot 208 I WRX             |
| 76     | Grégory Le Guernevé   | Peugeot 208 I WRX             |
| 77     | Grégory Fosse         | Citroën DS3 WRX               |
| 80     | Olivier Spampinato    | Renault Clio IV RS RX         |
| 82     | Alexandre Janot       | Peugeot 208 I WRX             |
| 83     | Patrick Guillerme     | Hyundai i20 II WRX            |
| 84     | Hervé Knapick         | Citroën DS3 WRX               |
| 85     | Philippe Bourd        | Renault Clio V RX             |
| 87     | Jean-Baptiste Dubourg | Peugeot 208 I WRX             |
| 88     | Jean-Louis Poirier    | Citroën DS3 WRX               |
| 90     | Yuri Belevskiy        | Audi A1 I                     |
| 95     | Laurent Bouliou       | Peugeot 208 I WRX             |
| 97     | Jonathan Pailler      | Peugeot 208 I WRX             |
| 98     | Fabien Pailler        | Peugeot 208 I WRX             |
| 99     | Nicolas Briand        | Peugeot 208 I WRX             |

### Super 1600

#### Pilotes et voitures
Au total, 32 pilotes sont engagés pour la saison 2022, soit 19 de plus que la saison passée.
| Numéro | Pilote               | Voiture                 |
| ------ | -------------------- | ----------------------- |
| 102    | Anthony Paillardon   | Audi A1 I               |
| 105    | David Moulin         | Dacia Sandero I S1600   |
| 114    | David Bouet          | Renault Clio V          |
| 115    | Julien Meunier       | Renault Twingo II S1600 |
| 119    | Dylan Dufas          | Renault Clio V          |
| 121    | Lucas Leroy          | Renault Clio IV         |
| 122    | Nicolas Eouzan       | Renault Twingo II S1600 |
| 126    | Mathieu Le Hen       | Suzuki Swift II         |
| 127    | Mathieu Le Lay       | Citroën DS3             |
| 128    | Clément Picard       | Renault Twingo II S1600 |
| 129    | Jérôme Coeuret       | Citroën DS3             |
| 130    | Stéphane Leroy       | Citroën DS3             |
| 135    | Julien Guillard      | Citroën C2 S1600        |
| 136    | Anthony Jan          | Renault Clio IV         |
| 137    | Jimmy Terpereau      | Citroën C2 S1600        |
| 138    | Fabien Drouet        | Peugeot 108             |
| 139    | Aurélien Gerault     | Renault Clio V          |
| 147    | Alexandre Lefeuvre   | Škoda Fabia II S1600    |
| 153    | Nicolas Bertho       | Citroën C2 S1600        |
| 155    | Cédric Torres        | Citroën C2 S1600        |
| 156    | Maximilien Eveno     | Peugeot 108             |
| 156    | Steve Otzer          | Citroën C2 S1600        |
| 166    | Jérémy Lambec        | Škoda Fabia II S1600    |
| 170    | André Monteiro       | Peugeot 108             |
| 171    | Frédéric Moreau      | Renault Twingo II S1600 |
| 172    | Julien Hardonnière   | Suzuki Swift II         |
| 177    | Emmanuel Guillermo   | Peugeot 208 I           |
| 179    | Romain Barré         | Peugeot 208 II          |
| 183    | Guillaume Leduc      | Peugeot 108             |
| 190    | Nils Volland         | Audi A1 I               |
| 191    | Damian Litwinowicz   | Audi A1 I               |
| 192    | Stéphane Champain    | Citroën C2 S1600        |
| 196    | José-Manuel Carvalho | Renault Clio IV         |
| 198    | Christophe Moreau    | Citroën DS3             |
| 199    | Romain Mahe          | Citroën DS3             |

### Division 3
| Numéro | Pilote               | Voiture                           |
| ------ | -------------------- | --------------------------------- |
| 301    | Benoit Morel         | Ford Fiesta MkVII                 |
| 305    | Cyril Coué           | Volkswagen Polo V                 |
| 310    | Laurent Jacquinet    | Ford Fiesta MkVII                 |
| 312    | Anthony Pelfrène     | Renault Clio IV                   |
| 314    | Jean-Yves Ollivier   | Porsche 911 (991) GT2 RS          |
| 315    | Marc Morize          | Porsche 911 (991) GT2 RS          |
| 317    | Gaëtan Dando         | Citroën DS3                       |
| 319    | Alain Heu            | Ford Fiesta MkVII                 |
| 320    | Pascal Lecamus       | Citroën DS3                       |
| 321    | Roger Février        | Citroën C3 I                      |
| 322    | Guillaume Sarrazin   | Volkswagen Polo V                 |
| 324    | Romain Houllier      | Mini Cooper III                   |
| 327    | Xavier Briffaud      | Renault Mégane III                |
| 328    | Geoffrey Audran      | Ford Fiesta MkVII                 |
| 329    | Nicolas Gouriou      | Volkswagen Polo V                 |
| 330    | Jean-Baptiste Vallée | Citroën C3 III                    |
| 333    | Thierry Danveau      | Nissan Micra K14                  |
| 334    | Louis Anodeau        | Peugeot 208 I                     |
| 335    | Thomas Fretin        | Citroën DS3                       |
| 337    | Jules Maizel         | Renault Clio V                    |
| 339    | Alexandre Delmond    | Ford Fiesta MkVII                 |
| 341    | Gilles Lambert       | Toyota Auris I                    |
| 342    | Franck Pelhatre      | Renault Mégane II                 |
| 344    | Julien Anodeau       | Citroën DS3                       |
| 345    | Laurent Lourdeaux    | Peugeot 208 I                     |
| 349    | Yannick Enfrin       | Suzuki Swift I                    |
| 350    | Mathieu Trevian      | Volkswagen Scirocco               |
| 351    | Olivier Lourdeaux    | Volkswagen Polo V                 |
| 353    | Kévin Jacquinet      | Ford Fiesta MkVII                 |
| 356    | Sébastien Le Ferrand | Peugeot 207                       |
| 363    | Nicolas Beauclé      | Mercedes-Benz Classe A (Type 176) |
| 371    | David Duran          | Škoda Fabia II                    |
| 372    | Nicolas Bezard       | Peugeot 208 I                     |
| 376    | Grégory Le Guernevé  | Mini Cooper III                   |
| 377    | Morgan Gourdan       | Peugeot 208 I                     |
| 378    | Nicolas Flon         | Volkswagen Polo V                 |
| 381    | Emmanuel Le Borgne   | Volkswagen Polo V                 |
| 382    | Alexandre Janot      | Audi S1                           |
| 385    | Thierry Roudaut      | Renault Mégane III RS             |
| 388    | Tony Lhormond        | Ford Fiesta MkVII                 |
| 389    | Lorenzo Delaunay     | Peugeot 208 II                    |
| 393    | Emmanuel Danveau     | Peugeot 208 I                     |
| 399    | Paul Cocaign         | Renault Clio III                  |

### Division 4
| Numéro | Pilote                 | Voiture                   |
| ------ | ---------------------- | ------------------------- |
| 401    | Anthony Mauduit        | Renault Clio III          |
| 402    | Jean-François Blaise   | Renault Clio IV           |
| 404    | Christophe Barbier     | Citroën DS3               |
| 405    | Jean-Mickaël Guerin    | Peugeot 208 I             |
| 407    | Jessica Tarrière       | Renault Clio III          |
| 408    | Xavier Allereau        | Peugeot 208 I             |
| 411    | Antoni Masset          | Renault Clio IV           |
| 416    | Christophe Rio         | Renault Clio IV           |
| 422    | Yann Le Lay            | Peugeot 207               |
| 427    | Tom Daunat             | Peugeot 206               |
| 428    | Steven Drouyer         | Renault Twingo II Phase 2 |
| 429    | Nicolas Bothorel       | Citroën DS3               |
| 435    | Josselin Laurance      | Audi A1 I                 |
| 436    | Frédéric Seigneur      | Peugeot 208 I             |
| 438    | Arthur Barbault-Forget | Peugeot 208 I             |
| 444    | Mattéo Seigneur        | Peugeot 208 I             |
| 450    | Bruno Lecacheur        | Peugeot 206               |
| 453    | Simon Ringuet          | Peugeot 207               |
| 456    | Nicolas Ruelland       | Peugeot 206               |
| 461    | Maxime Morin           | Peugeot 208 I             |
| 472    | Samuel Sevin           | Peugeot 208 I             |
| 488    | Yoann Tirel            | Peugeot 207               |
| 493    | Tony Bardeau           | Honda Civic 7 Type R      |

## Épreuves de la saison 2022
| \| Dreux Lohéac Mayenne Kerlabo Lessay Pont-de-Ruan Châteauroux Faleyras \| Localisation des épreuves du championnat 2021. |
| Dreux Lohéac Mayenne Kerlabo Lessay Pont-de-Ruan Châteauroux Faleyras                                                      |

Huit courses sont prévues pour la saison 2022, soit le même nombre que la saison passé, avec le retour de l'épreuve de Lohéac à la place de celle d'Essay.
| Manche | Date                     | Épreuve                 |
| ------ | ------------------------ | ----------------------- |
| #001   | 30 avril et 1er mai 2022 | Épreuve de Lessay       |
| #002   | 28 et 29 mai 2022        | Épreuve de Faleyras     |
| #003   | 25 et 26 juin 2022       | Épreuve de Châteauroux  |
| #004   | 9 et 10 juillet 2022     | Épreuve de Pont-de-Ruan |
| #005   | 30 et 31 juillet 2022    | Épreuve de Kerlabo      |
| #006   | 3 et 4 septembre 2022    | Épreuve de Lohéac       |
| #007   | 17 et 18 septembre 2022  | Épreuve de Mayenne      |
| #008   | 15 et 16 octobre 2022    | Épreuve de Dreux        |

## Classements saison 2022

### Super 1600
| Pos. | Pilote               | Voiture                 | LES   | FAL | CHÂ   | PON   | KER   | LOH   | MAY | DRE   | Points |
| ---- | -------------------- | ----------------------- | ----- | --- | ----- | ----- | ----- | ----- | --- | ----- | ------ |
| 1    | Anthony Paillardon   | Audi A1 I               | 4     | 41  | 41    | 40    | 19    | 38    | 41  | 27    | 251    |
| 2    | Jimmy Terpereau      | Citroën C2 S1600        | 38    | 25  | 37    | 26    | 38    | 26    | 28  | 27    | 245    |
| 3    | David Bouet          | Renault Clio V          | 27    | 13  | Forf. | 20    | 35    | 40    | 12  | 29    | 176    |
| 4    | Jérémy Lambec        | Škoda Fabia II S1600    | 20    | 37  | 21    | 30    | 22    | 20    | 9   | 17    | 176    |
| 5    | David Moulin         | Dacia Sandero I S1600   | 31    | 27  | 18    | 25    | 16    | 12    | 25  | 13    | 167    |
| 6    | Romain Barré         | Peugeot 208 II          | 12    | 10  | 29    | 9     | 27    | 9     | 23  | 17    | 136    |
| 7    | Maximilien Eveno     | Peugeot 108             |       | 20  | 25    | 25    | 26    | 24    | 0   | 5     | 125    |
| 8    | Nicolas Eouzan       | Renault Twingo II S1600 | 26    | 21  | Forf. | 21    | 15    | 16    | 14  |       | 113    |
| 9    | Julien Hardonnière   | Suzuki Swift II         | 11    | 11  | 22    | 19    | 8     | 6     | 12  | 10    | 99     |
| 10   | Julien Meunier       | Renault Twingo II S1600 |       |     |       | 13    | Abd.  | 23    | 37  | 15    | 88     |
| 11   | Clément Picard       | Renault Twingo II S1600 | 24    | 14  | 4     | 19    | 20    | Forf. |     |       | 81     |
| 12   | Alexandre Lefeuvre   | Škoda Fabia II S1600    |       |     | 22    |       | 17    | 15    | 25  |       | 79     |
| 13   | Dylan Dufas          | Renault Clio V          | 32    |     |       |       |       | 23    |     |       | 55     |
| 14   | Nils Volland         | Audi A1 I               |       |     |       |       |       |       |     | 40    | 40     |
| 15   | Steve Otzer          | Citroën C2 S1600        |       |     |       |       |       |       | 10  | 5     | 31     |
| 16   | Julien Guillard      | Citroën C2 S1600        | 9     | 6   |       |       | 8     | Forf. | 7   |       | 30     |
| 17   | Damian Litwinowicz   | Audi A1 I               |       |     |       |       |       |       |     | 27    | 27     |
| 18   | Lucas Leroy          | Renault Clio IV         | 5     | 22  |       |       | Forf. |       |     |       | 27     |
| 19   | Stéphane Leroy       | Citroën DS3             |       | 7   | 8     |       | 9     | Forf. |     |       | 24     |
| 20   | Jérôme Le Lay        | Citroën DS3             | 4     | 10  | 7     |       | Abd.  | 0     | 0   |       | 21     |
| 21   | Kilian Belhaire      | Peugeot 208 I           | 19    |     |       |       |       |       |     |       | 19     |
| 22   | Mathieu Le Hen       | Suzuki Swift II         | 3     | 4   | 11    |       |       | Forf. |     |       | 18     |
| 23   | Aurélien Gerault     | Renault Clio V          |       |     | 16    |       |       |       |     |       | 16     |
| 24   | Frédéric Moreau      | Renault Twingo II S1600 |       |     |       |       |       | 5     | 10  |       | 15     |
| 25   | Stéphane Champain    | Citroën C2 S1600        |       |     |       | 8     | 5     | Forf. | 2   | 0     | 15     |
| 26   | Anthony Jan          | Renault Clio IV         |       |     |       |       | 4     | 9     |     |       | 13     |
| 27   | Jérôme Coeuret       | Citroën DS3             |       |     |       |       | 6     | 2     | 5   | 0     | 13     |
| 28   | Maxime Sordet        | Renault Clio IV         |       |     |       |       |       |       |     | 12    | 12     |
| 29   | Nicolas Bertho       | Citroën C2 S1600        |       |     |       |       |       |       | 12  |       | 12     |
| 30   | David Deliver        | Citroën C2 S1600        |       |     | 8     |       |       |       |     |       | 8      |
| 31   | Gilbert Drouin       |                         |       |     |       |       |       |       |     | 7     | 7      |
| 32   | André Monteiro       | Peugeot 108             |       | 7   |       |       |       |       |     |       | 7      |
| 33   | Guillaume Leduc      | Peugeot 108             |       |     |       | Forf. |       | 7     |     |       | 7      |
| 34   | Lizio Le Lay         |                         |       |     |       |       |       |       |     | 4     | 4      |
| 35   | Renet Bernard        |                         |       |     |       |       |       |       |     | 4     | 4      |
| 36   | Christophe Moreau    | Citroën DS3             |       |     |       |       |       |       | 3   |       | 3      |
| 37   | Gabriel Prigent      |                         |       |     |       |       |       |       |     | 0     | 0      |
| 38   | José-Manuel Carvalho | Renault Clio IV         |       |     |       |       |       |       |     | 0     | 0      |
| 39   | Fabien Drouet        | Peugeot 108             |       |     |       |       |       |       | 0   | Forf. | 0      |
| 40   | Romain Mahe          | Citroën DS3             | Forf. |     |       | Forf. | 0     | Forf. |     | 0     | 0      |

### Division 4
| Pos. | Pilote                 | Voiture                   | LES   | FAL   | CHÂ   | PON   | KER  | LOH   | MAY   | DRE | Points |
| ---- | ---------------------- | ------------------------- | ----- | ----- | ----- | ----- | ---- | ----- | ----- | --- | ------ |
| 1    | Jean-François Blaise   | Renault Clio IV           | 13    | 41    | 38    | 29    | 41   | 20    | 41    | 40  | 263    |
| 2    | Tony Bardeau           | Honda Civic 7 Type R      | 36    | 30    | 14    | 15    | 14   | 40    | 28    | 25  | 202    |
| 3    | Jean-Mickaël Guerin    | Peugeot 208 I             | 20    | 30    | 26    | 35    | 25   | 29    | 5     | 15  | 185    |
| 4    | Nicolas Bothorel       | Citroën DS3               | 22    | 24    | 26    | 32    | 18   | 29    | 25    | 4   | 180    |
| 5    | Anthony Mauduit        | Renault Clio III          | 38    | 32    | 22    | 32    | 33   | 8     | Forf. |     | 165    |
| 6    | Christophe Barbier     | Citroën DS3               | 21    | 20    | 15    | 13    | 26   | 34    | 22    | 12  | 163    |
| 7    | Arthur Barbault-Forget | Peugeot 208 I             | 25    | 15    | 18    | 7     | 17   | 27    | 37    | 16  | 162    |
| 8    | Xavier Allereau        | Peugeot 208 I             | 9     | 8     | 9     | 12    | 28   | 7     | 27    | 27  | 127    |
| 9    | Yann Le Lay            | Peugeot 207               | 7     | 8     | 40    | 14    | 10   | Forf. | 12    | 11  | 102    |
| 10   | Tom Daunat             | Peugeot 206               | 32    | Forf. | 10    | 0     |      | Forf. | 21    | 34  | 97     |
| 11   | Antoni Masset          | Renault Clio IV           | 16    | 15    | 6     | 17    | 12   | 14    | 5     | 9   | 94     |
| 12   | Jessica Tarrière       | Renault Clio III          |       |       | 23    | 27    |      | Forf. | 9     | 26  | 85     |
| 13   | Steven Drouyer         | Renault Twingo II Phase 2 | 10    | 9     | 6     | 5     | 11   | 14    | Forf. | 12  | 67     |
| 14   | Josselin Laurance      | Audi A1 I                 | Forf. |       | Forf. | 19    | 18   | 10    | 8     | 9   | 64     |
| 15   | Nicolas Ruelland       | Peugeot 206               | Forf. | 19    | 9     | Forf. | Abd. | 14    | 6     | 13  | 61     |
| 16   | Simon Ringuet          | Peugeot 207               |       | 8     | Forf. | Forf. | 9    | 11    | 11    | 9   | 48     |
| 17   | Maxime Morin           | Peugeot 208 I             | 7     | 11    | 3     | 2     | 2    | 7     | 4     | 0   | 36     |
| 18   | Christophe Rio         | Renault Clio IV           |       |       | 1     | Forf. | 8    | 9     | 14    |     | 32     |
| 19   | Yoann Tirel            | Peugeot 207               | 6     |       |       | 8     | 3    | Forf. |       | 13  | 30     |
| 20   | Bruno Lecacheur        | Peugeot 206               | 9     |       | 9     | Forf. | 0    |       |       |     | 18     |
| 21   | Mattéo Seigneur        | Peugeot 208 I             |       |       |       | 8     |      |       |       |     | 8      |
| 22   | Samuel Sevin           | Peugeot 208 I             |       |       |       | 0     |      |       |       |     | 0      |
| 23   | Frédéric Seigneur      | Peugeot 208 I             |       |       | 0     |       |      |       |       |     | 0      |